# Suberea
Suberea is een geslacht van sponsdieren uit de klasse van de Demospongiae (gewone sponzen).

## Soorten
- Suberea azteca (Gomez & Bakus, 1992)
- Suberea clavata (Pulitzer-Finali, 1982)
- Suberea creba Bergquist, 1995
- Suberea elegans (Lendenfeld, 1888)
- Suberea etiennei van Soest, Kaiser & Van Syoc, 2011
- Suberea fusca (Carter, 1880)
- Suberea ianthelliformis (Lendenfeld, 1888)
- Suberea laboutei Bergquist, 1995
- Suberea meandrina Kelly, 2015
- Suberea mollis (Row, 1911)
- Suberea pedunculata (Lévi, 1969)
- Suberea praetensa (Row, 1911)
- Suberea purpureaflava Gugel, Wagler & Brümmer, 2011